# The Acolyte
The Acolyte és una sèrie de televisió estatunidenca creada per Leslye Headland per al servei de streaming Disney+. Forma part de la franquícia Star Wars, ambientada al final de l'època de l'Alta República abans dels esdeveniments de les principals pel·lícules de Star Wars.
Amandla Stenberg, Lee Jung-jae, Manny Jacinto, Dafne Keen, Charlie Barnett, Jodie Turner-Smith, Rebecca Henderson, Dean-Charles Chapman, Joonas Suotamo i Carrie-Anne Moss protagonitzen la sèrie. Headland va expressar interès a treballar en la franquícia Star Wars a finals de 2019 i estava desenvolupant una nova sèrie per a Lucasfilm a l'abril de 2020. El títol es va anunciar el desembre. El rodatge es va dur a terme a Londres i als Shinfield Studios de Berkshire des d'octubre de 2022 fins a juny de 2023, amb rodatges a Gal·les i Portugal.
Es va estrenar a Disney+ el 4 de juny de 2024.

## Repartiment
- Lee Jung-jae com a Sol, un respectat mestre Jedi
- Manny Jacinto com a Qimir, un antic contrabandista
- Carrie-Anne Moss com a Indara, una Mestra Jedi
- Dafne Keen com a Jecki Lon, una jove Jedi
- Amandla Stenberg com a Mae, una antiga Padawan que ara és una guerrera perillosa i Osha, la seua germana bessona
- Jodie Turner-Smith com la mare Aniseya, la líder d'un aquelarre de bruixes
- Rebecca Henderson com a Vernestra Rwoh, un cavaller Jedi prodigi
- Charlie Barnett com a Yord Fandar, un Jedi
- Dean-Charles Chapman
- Margarita Levieva
- Joonas Suotamo com a Kelnacca, un Mestre Jedi Wookiee. Suotamo va interpretar anteriorment a Chewbacca a les pel·lícules de la trilogia seqüela i Solo: A Star Wars Story.
- Amy Tsang
- Abigail Thorn com a alferes Eurus

## Desenvolupament
A l'estrena de Star Wars: The Rise of Skywalker, a l'escriptora de televisió Leslye Headland se li va preguntar sobre el seu interés per la franquícia de Star Wars i va revelar que era una gran fanàtica amb moltes idees per a pel·lícules de Star Wars que volia fer si li ho demanava la presidenta de Lucasfilm, Kathleen Kennedy. L'abril de 2020, Headland es va adjuntar per escriure i actuar com a showrunner en una nova sèrie de Star Wars amb enfocament femení per al servei de streaming Disney+. La dotació de personal per a la sèrie havia començat aleshores i s'esperava que s'instal·lés en una part diferent de la línia de temps de la franquícia d'altres projectes de Star Wars. Lucasfilm va confirmar que la sèrie de Headland estava en desenvolupament el 4 de maig de 2020, a l'Star Wars Day. A l'esdeveniment del Dia de l'Inversor de Disney el 10 de desembre, Kennedy va anunciar que la sèrie es titulava The Acolyte i s'ambientaria al final de l'era de l'Alta República abans dels esdeveniments de les principals pel·lícules de Star Wars. L'executiva de Lucasfilm, Rayne Roberts, estava desenvolupant conjuntament la sèrie amb Headland, que es va veure influenciada pels jocs i les novel·les de l'Univers Expandit de Star Wars.
Headland va reunir un equip de guionistes per a la sèrie el juny de 2021, amb el grup tenint diferents relacions amb la franquícia, com ara només ser fans de la trilogia original, concretament ser fans dels projectes de Star Wars de Dave Filoni o no ser fans de la sèrie en absolut. Cameron Squires va ser un escriptor de la sèrie. El maig de 2022, Headland va dir que l'escriptura de la sèrie estava gairebé completa. Va dir que la sèrie "cèntrica en la dona" tindria una protagonista femenina, però no exclouria personatges o públic masculins. També va explicar que la sèrie introduiria nous personatges i cànons a la franquícia que esperava interessaran als fans existents, però va entendre que no a tots els fans els agradaria i va pensar que estava bé a causa de la gran quantitat de diferents projectes de Star Wars que s'estan produint.
La idea de Headland per a la sèrie era explorar la franquícia des de la perspectiva dels dolents, i va considerar que l'era de l'Alta República seria el millor punt de la línia de temps per fer-ho perquè "els dolents estan molt superats en nombre [en aquest moment i són] els desfavorits". Lucasfilm acabava de llançar una nova sèrie de llibres ambientats a l'època de l'Alta República i estaven interessats a explorar-la més amb la sèrie. La companyia també estava interessada a explorar noves parts de la línia de temps de Star Wars lluny de les pel·lícules i altres sèries com The Mandalorian. Headland va dir que la sèrie exploraria els elements "polítics, personals i espirituals" de l'època de l'Alta República. Aquesta va ser una manera d'explicar com l'emperador Palpatine podria infiltrar-se al Senat galàctic durant les pel·lícules, amb Headland preguntant-se "Com hem arribat a un punt en què un lord Sith pot infiltrar-se al Senat i cap dels Jedi se n'adona? Què va anar malament?" Va descriure l'època de l'Alta República com "el Renaixement, o l'Edat de les Llums", i va assenyalar que l'Ordre Jedi encara no serien les "figures de monjos ascètics que viuen de manera desinteressada i valenta" que es veuen com a les pel·lícules, sinó que vesteixen amb uniformes daurats i blancs, i és gairebé com si no s'embrutaren mai... així de poc entren en escaramusses".
Headland va analitzar les influències originals del creador de Star Wars, George Lucas, incloses els westerns i les pel·lícules de samurais d'Akira Kurosawa, i va decidir prendre més influència per a la sèrie de pel·lícules d'arts marcials que considerava que eren "una mica més personals i menys globals i galàctiques". Aquestes incloïen pel·lícules wuxia de King Hu i Shaw Brothers Studio com Come Drink with Me i A Touch of Zen.
El càsting per a la sèrie estava en marxa a finals de juny de 2021, i Lucasfilm buscava posar una dona jove de color al paper principal. El desembre de 2021, Amandla Stenberg estava en converses per protagonitzar el paper, i es va confirmar que seria elegida el juliol de 2022. El setembre de 2022, Jodie Turner-Smith va entrar a les negociacions finals per unir-se a la sèrie, i Lee Jung-jae va ser elegit com a protagonista masculí.
La fotografia principal va començar el 30 d'octubre de 2022 als Shinfield Studios de Berkshire, sota el títol de treball Paradox. Headland, Kogonada, Lopez i Culpepper van dirigir dos episodis cadascú. James Friend i Chris Teague van exercir com a directors de fotografia.  Inicialment, es va informar que la sèrie utilitzava la tecnologia StageCraft de l'empresa d'efectes visuals Industrial Light & Magic per gravar davant de fons digitals en un mur de vídeo, com es va fer per a The Mandalorian, però Headland més tard va dir que la sèrie es va filmar principalment en platós pràctics i no va utilitzar la tecnologia, per raons creatives i logístiques.
El rodatge d'ubicacions havia començat a Gal·les el gener de 2023, inclòs al parc nacional de Brecon Beacons. Des de mitjans fins a finals de març, el rodatge es va dur a terme a l'illa de Madeira, Portugal, fins i tot al bosc de Fanal i les parròquies de Caniçal i Ribeira da Janela. El rodatge es va tancar oficialment el 6 de juny. Headland va dir que el rodatge va anar sense problemes malgrat la durada de la producció i la quantitat de seqüències d'acció. Va dir que el repartiment va fer la majoria de les seues pròpies escenes d'acció, inclosos actors que havien treballat en acció abans com Lee, Keen i Moss. Stenberg, que era nou a l'acció, "es va llançar a l'entrenament i va fer un treball increïble en poc temps".

## Estrena
La sèrie constarà de vuit episodis i es va estrenar a Disney+ el 4 de juny de 2024.